# Georg Credner
Johann Georg Elias Credner (* 3. Januar 1825 in Eisfeld; † 3. November 1899 in Bremen) war ein deutscher Pädagoge, Theologe und Direktor des Lehrerseminars in Bremen.

## Biografie
Credner war der Sohn des Beutlermeisters und Gemeinderatmitglieds in Eisfeld, Heinrich Christian Credner (1793–1866), und dessen Frau Katharina Barbara Ullrich (1803–1878 in Bremen). Er besuchte die Bürgerschule in Eisfeld und von 1839 bis 1844 das Gymnasium in Hildburghausen. Er studierte ab 1844 Theologie und Pädagogik an der Universität Jena. 1848 wurde er Lehrer am pädagogischen Universitätsseminar des Stoyeschen Instituts in Jena. In Jena promovierte er zum Dr. phil. und zum Dr. theol.
Da er bereits die theologischen Examensprüfungen absolviert hatte, wurde er im Januar 1864 zum Archidiakon in Eisfeld berufen und übernahm damit verbunden die Leitung der dortigen Schule als Rektor. 1868 stieg er dort zum Superintendenten auf und übernahm damit verbunden die Leitung der Schulbehörde des Kirchenbezirks. 1874 erfolgte seine Berufung zum Direktor des Lehrerseminars in Bremen als Nachfolger von August Lüben. Er betrieb den weiteren Ausbau des Seminars, das zu dieser Zeit in der Kreftingstraße und in der Übungsschule Am Schwarzen Meer residierte. Zudem widmete er sich dem Neubau für das Lehrerseminar in der Schule an der Hamburger Straße, an deren Einweihung von 1897 er nicht mehr teilnehmen konnte. Aufgrund eines Schlaganfalls musste er 1895 seinen Dienst aufgeben. Sein Nachfolger wurde Otto Uhlhorn.
Credner vertrat als Pädagoge den Herbartianismus, eine Richtung der wissenschaftlichen Pädagogik, die auf Johann Friedrich Herbart (1776–1841) zurückgeht. Seine Pädagogik war aber auch stark durch die Theologie beeinflusst.

### Familie
Credner war zweimal verheiratet: ab 1852 mit Natalie Frederike Wilhelmine Fischer (1833–1853) und ab 1858 in Eisfeld mit Klothilde Emilie Anna Rühle von Lilienstern (1841–1924), Tochter des Justizrats, Landrichters und Rittergutsbesitzers Rudolf Sigismund Ferdinand Rühle von Lilienstern und dessen Frau Franziska. Aus der zweiten Ehe stammen mehrere Kinder.